# Свободное пространство (театр)
Орловский государственный театр для детей и молодёжи «Свободное пространство» — театр в Орле.

## История
Театр располагается в здании Городской думы.
Двухэтажное здание было построено в классическом стиле в 1799 году для Городского магистрата (думы). Здание представляло собой восьмиколонную ротонду, увенчанную куполом с люкарнами и шпилем с изображением одноглавого орла. К ротонде под острым углом примыкали два двухэтажных крыла. 
Со временем это здание многократно перестраивалось, но сохранило характерную входную полуротонду. 
Во время Великой Отечественной войны здание выгорело и было частично разрушено. 
Молодёжный театр «Свободное пространство» размещается в бывшей Городской думе с 1981 года.

## Технические характеристики
Большая сцена:
- Количество мест в зрительном зале 387 (партер — 300 мест, балкон — 87 мест)
- Трюм: глубина трюма 2,7 м
- Зеркало сцены: ширина 9,2 м; высота 6,0 м
- Круг: диаметр 9,0 м, 4 скорости

Малая сцена
- Количество мест в зрительном зале 70
- Сцена: круглый зал диаметром 9 м, с меняющимся расположением кресел

## Труппа

### Художественный руководитель
- 1976—1983 — Копылов, Юрий Семёнович;
- 1987—2017 — Михайлов, Александр Алексеевич — заслуженный деятель искусств Российской Федерации; [[обладатель премии "Скрипач на крыше"|"Скрипач на крыше" Федерации Еврейских общин России, 2012 год]]
- 2018—2019 — Лагоша, Валерий Евгеньевич — заслуженный артист России;
- Начиная с 2019 года — Пузырёв, Сергей Викторович.

### Режиссёры
- Берзин, Владимир Альфредович
- Ветрогонов, Владимир Юрьевич
- Ерин, Анатолий Алексеевич
- Копылов, Юрий Семёнович
- Леменкова, Лариса Степановна
- Май, Геннадий
- Михайлов, Александр Алексеевич — заслуженный деятель искусств Российской Федерации
- Пузырёв, Сергей Викторович
- Тростянецкий, Геннадий Рафаилович
- Феодори, Роман Николаевич
- Филлинов, Кирилл
- Холланд, Ги
- Цейтлин, Борис Ильич
- Черкашин, Игорь Анатольевич

### Художники
- Шавловский, Станислав Семёнович

### Артисты
- Агейкина, Ирина Александровна (с 1998 по 2006 г., с 2012 г.)
- Артемьев, Михаил Владимирович (с 1998 г.)
- Билык (Шутеева), Наталья Викторовна (с 2007 г.)
- Билык, Ростислав Николаевич (с 2007 г.)
- Бухмиллер, Андрей Андреевич (с 1980 г.)
- Гольтяпин, Игорь Иванович (с 1977 г.)
- Горбунов, Артур Владимирович (с 2008 г.)
- Жилина, Валерия Евгеньевна (с 2007 г.)
- Иванов, Станислав Алексеевич (с 1998 г.)
- Иконникова (Петрунина), Оксана Алексеевна (с 2007 г.)
- Исаева, Нонна Феликсовна (с 1984 г.) — заслуженная артистка Российской Федерации
- Козлов, Сергей Евгеньевич (с 2007 г.)
- Козлова (Дёмина), Мария Вячеславовна (с 1999 г.)
- Кондрахов, Алексей Юрьевич (с 2002 г.)
- Котов, Олег Иванович (1978 г.)
- Крашенинников, Владимир Дмитриевич (с 1985 г.)
- Лагоша, Валерий Евгеньевич (с 1991 г.) — заслуженный артист Российской Федерации
- Леменкова, Лариса Степановна (с 1995 г.)
- Литвинцев, Дмитрий Александрович (с 2002 г.)
- Нарышкина (Филина), Светлана Викторовна (с 1999 г.)
- Прохорова, Юлия Юрьевна (с 2002 г.)
- Пузырёв, Сергей Викторович (с 2002 г.
- Рожков, Николай Рудольфович (с 1995 г.)
- Рыжикова, Маргарита Валентиновна (с 1990 г.) — заслуженная артистка Российской Федерации
- Симонова (Зайцева), Елена Владимировна (с 2007 г.)
- Семичев, Олег Владимирович (с 1984 г.)
- Шигапова, Елена Викторовна (с 1992 г.)
- Шмелева, Татьяна Александровна (с 1985 г.)

### Артисты, ранее работавшие в театре
- Абросимов, Виктор Константинович (1976—1977)
- Аксиненко, Сергей Геннадьевич (1984—1988)
- Алейникова, Инга Евгеньевна (2002—2005)
- Балыхина, Светлана Евгеньевна
- Безрукавый, Евгений Гаврилович (1991—2009)
- Беккер, Анастасия Викторовна (2007—2011)
- Бердаков, Виктор Владимирович
- Борисова, Татьяна Изьяславовна
- Бояджи, Алексей Алексеевич (1989—2006)
- Бутенко-Райкина, Елена Ивановна (1982—1985)
- Ващенко, Анатолий Михайлович (1976—1997)
- Воинов, Виктор
- Внуков, Сергей Александрович
- Гамбург, Евгений (1976—1981)
- Голенева, Светлана
- Головина, Юлия Сергеевна (2000—2005)
- Горбатов, Юрий
- Горбачёв, Сергей Александрович (1998—2006)
- Данюшин, Игорь Михайлович (1976—1977)
- Дикова, Татьяна Интовна (1994—2000)
- Дубовицкий, Александр
- Евстафьев, Дмитрий Дмитриевич (1976—1983)
- Евстафьева, Евгения (1976—1983)
- Ерин, Анатолий Алексеевич (1976—1984)
- Ермак (Зайцев), Дмитрий Владимирович (2003—2010)
- Ермилова, Ирина Александровна
- Запорожский, Виктор Николаевич (1976—1981)
- Заусалин, Максим Анатольевич (1997—2000)
- Захарова, Иветта Рафаэльевна (1993—2003)
- Изюмская, Наталья
- Исаков, Артём Олегович (2006—2011)
- Исакова, Татьяна Олеговна (2003—2005)
- Исполатов, Николай Николаевич (1978—1979)
- Карза, Алексей Сергеевич (2002—2010)
- Кивайло, Алёна Леонидовна (2002—2010)
- Козеева, Ирина Игоревна (2006—2010)
- Колдаева, Светлана
- Крайняя, Елена Алексеевна (1979—1984, 1987—1988, 2000—2009) — заслуженная артистка Татарстана
- Крайняя, Любовь Алексеевна
- Кузьменко, Светлана
- Кураков, Андрей Николаевич
- Кушнарёв, Владимир Петрович
- Ласкин, Антон Николаевич (2008—2011)
- Ласкина (Мусатова), Галина Дмитриевна (1991—2011)
- Ленец, Алексей
- Ленец (Пискунович), Ольга Николаевна (1976—1984)
- Лосева Ольга Александровна
- Мосюк, Игорь Зиновьевич (1993—2003)
- Меликбекян, Григорий Саркисович (1984—1987)
- Мищенко Анатолий Александрович (1981—1988)
- Нарышкин, Игорь Львович
- Нестеров, Алексей Геннадиевич (1984—1985)
- Перелыгина-Владимирова, Инесса Ивановна (1984—1986)
- Поляк, Аркадий Александрович (1977 - 1982) - заслуженный артист РФ
- Полякова (Сотникова), Евгения Васильевна (2003—2005)
- Полянская, Елена Николаевна
- Пономарёва, Лидия Рустамовна (2006—2011)
- Пушкин, Михаил
- Рассоха, Евгений Сергеевич
- Родин, Сергей
- Родницкая Валентина Анатольевна (1996-2000)
- Савкин, Олег Владимирович (1988—1991)
- Савкина, Юлианна (1988—1991)
- Сапожников, Александр Михайлович (2006—2011)
- Сиротов, Антон
- Соколова, Марина Наумовна (1977- 1994) - заслуженная артистка РФ
- Ставский, Сергей Валерьевич (1998—2002)
- Строчилин, Павел
- Суворов, Валерий
- Супрун, Виктор Петрович (1990—1999)
- Трахтенберг, Владислав Григорьевич (1979—2001) - заслуженный артист РФ
- Трофимова, Нина
- Успенская, Елена Сергеевна (1977 - 1987) - заслуженная артистка РСФСР (1984)
- Уточкин, Александр
- Фетисов, Сергей Васильевич
- Хрулёва, Жанна Владимировна (1976—1985) - заслуженная артистка РФ
- Чекин, Евгений Александрович
- Черкашин, Игорь Анатольевич (1991—2002)
- Шатохин, Евгений
- Шевченко, Владимир
- Шербаченко, Юрий
- Шеставина, Татьяна
- Юдачева (Гудман), Надежда Андреевна
- Янчин, Фёдор
- Ярыш, Борис Владимирович - заслуженный деятель искусств РФ

## Репертуар

### Текущий репертуар
- 1992 — Доктора!!!, три шутки в один вечер по рассказам А. П. Чехова, премьера — 16 ноября 1992
- 2003 — Раба своего возлюбленного, комедия по пьесе Лопе де Вега, премьера — 27 апреля 2003
- 2003 — Очень простая история, современная притча по пьесе Марии Ладо, премьера — 31 мая 2003
- 2004 — Иисус, мюзикл по рок-опере Э. Ллойд Уэббера и Т. Райса Иисус Христос — суперзвезда, премьера — 4 октября 2003
- 2007 — Тартюф, или Обманщик, комедия по пьесе Мольера, премьера — 18 октября 2007
- 2007 — Как чуть не съели принцессу Булочку, по сказке Мацея Войтышко, премьера — 15 декабря 2007[1].
- 2007 — Стойкий оловянный солдатик, музыкальная сказка по произведениям Х. К. Андерсена, премьера — 24 декабря 2007
- 2008 — Трёхгрошовая опера, не наша история по пьесе Бертольта Брехта, премьера — 6 марта 2008
- 2008 — Разбойник Хотценплотц, по сказке Отфрида Пройслера, премьера — 25 декабря 2008
- 2009 — Адам и Ева, райская хроника по пьесе Петера Хакса, премьера — 11 апреля 2009[2]
- 2009 — Чемоданное настроение, веселая история для детей, которые тоже станут взрослыми, по пьесе-сказке Анны Богачёвой, премьера — 1 апреля 2009[3][4]
- 2009 — Ночь перед Рождеством, театральная фантазия по повести Н. В. Гоголя, премьера — 5 сентября 2009[5][6]
- 2009 — Любофф, комедия по пьесе Мюррея Шизгала, премьера — 9 сентября 2009
- 2009 — Белое на чёрном, история, в которую трудно поверить, по книге Рубена Давида Гонсалеса Гальего, премьера — 16 октября 2009[7][8]
- 2010 — Алкеста, музыкальная драма по пьесе Еврипида, премьера — 30 января 2010[9].
- 2010 — Калека с острова Инишмаан, по пьесе Мартина Макдонаха, премьера — 3 апреля 2010[10].
- 2010 — Марьино поле, народный сказ по пьесе Олега Богаева, премьера — 8 мая 2010[11].
- 2010 — С любимыми не расставайтесь, развод без антракта по сценарию Александра Володина, премьера — 17 июня 2010
- 2011 — Алые паруса, развод без антракта по повести-феерии Александра Володина, премьера — 17 июня 2010
- 2020 — А_зори здесь тихие…, мюзикл в двух действиях Бориса Васильева, премьера — 31 января 2020
- 2020 — Аладдин, по мотивам сказок Тысяча и одна ночь, премьера — 25 декабря 2020

### Спектакли прошлых лет
- 1996 — Ненормальная, по пьесе Надежды Птушкиной, премьера — 26 апреля 1996
- 2000 — Фиалка Монмартра, театральная фантазия по мотивам оперетты Имре Кальмана, премьера — 25 марта 2000
- 2000 — Последние, по пьесе Максима Горького, премьера — 29 сентября 2000
- 2001 — Много шума из ничего, комедия по пьесе Уильяма Шекспира, премьера — 21 октября 2001
- 2002 — Осенняя соната, драматический опыт психоанализа по киносценарию Ингмара Бергмана, премьера — 29 января 2002
- 2002 — Весельчаки, комедия по пьесе Нила Саймона, премьера — 25 марта 2002
- 2002 — Из жизни насекомых, трагикомическая притча по пьесе Карела Чапека, премьера — 20 октября 2002
- 2003 — Валентинов день, мелодрама по пьесе Ивана Вырыпаева, премьера — 9 ноября 2003
- 2004 — Взрослые дети, комедия по пьесе Нила Саймона, премьера — 8 февраля 2004
- 2004 — Мотылёк, эпизод-фантазия по пьесе Петра Гладилинаа, премьера — 5 марта 2004
- 2005 — Рыбак и его Душа, легенда по сказке Оскара Уайльда, премьера — 3 марта 2005
- 2006 — Скользящая Люче, трагифарс по пьесе Лауры-Синтии Черняускайте, премьера — 10 мая 2006
- 2006 — Любовью не шутят, комедия по пьесе Альфреда де Мюссе, премьера — 1 октября 2006
- 2006 — Шалый, комедия по пьесе Мольера Шалый, или Всё невпопад, премьера — 1 декабря 2006
- 2006 — Джельсомино в Стране лжецов, по сказке Джанни Родари, премьера — 23 декабря 2006
- 2007 — Слуга и Господин, комедия по роману Дени Дидро Жак-фаталист, премьера — 24 марта 2007
- 2007 — Ночь, славянско-германский медицинский трагифарс по пьесе Анджея Стасюка, премьера — 6 октября 2007[12]
- 2007 — Буря в театре Гого, семейный аттракцион по пьесе Анджея Малешки, премьера — 30 ноября 2007
- 2008 — Танго, трагифарс по пьесе Славомира Мрожека, премьера — 10 мая 2008
- 2008 — Кураж, comedia militare по пьесе Бертольта Брехта Мамаша Кураж и её дети, премьера — 2 октября 2008
- 2008 — Сид, по мотивам трагикомедии Пьера Корнеля, премьера — 13 декабря 2008[13].

## Участие в фестивалях
- 16 мая 2005 г. Спектакль «Оскар и Розовая дама», 6-й международный театральный фестиваль спектаклей для подростков «Радуга» (Санкт-Петербург, ТЮЗ имени А. А. Брянцева)
- 10 октября 2005 г. Спектакль «Оскар и розовая дама», Международный театральный фестиваль «Театр детства и юношества 21-й век» (Воронеж, Воронежский государственный театр юного зрителя)
- 24 марта 2008 г. Спектакль «Любовью не шутят», 2-й Международный молодёжный театральный форум «M.@rt.kontakt-2008» (Могилёв, Белоруссия, Могилёвский областной драматический театр)
- 16 октября 2008 г. Спектакль «Танго», V Всероссийский фестиваль спектаклей для подростков «На пороге юности» (Рязань, Театр на Соборной)
- 30 октября 2008 г. Спектакль «Тартюф», Театральный фестиваль «Курбалесия-2008» (Харьков, Украина, Харьковский Дом Актёра им. Леся Сердюка)
- 12 мая 2009 г. Спектакль «Мой легионер», X-й Международный театральный фестиваль «РАДУГА» (Санкт-Петербург, ТЮЗ имени А. А. Брянцева)
- 13 сентября 2009 г. Спектакль «Доктора!!!», 2-й Международный театральный фестиваль «ТЕАТР. ЧЕХОВ. ЯЛТА» (Ялта, Украина, Ялтинский театр имени А. П. Чехова)
- 18 октября 2009 г. Спектакль «Любовью не шутят», Международный театральный фестиваль «Театр детства и юности — XXI век» (Воронеж, Воронежский государственный театр юного зрителя)[14][15]
- 22 марта 2010 г. Спектакль «Белое на чёрном», Международный театральный форум «M.@rt.kontakt-2010» (Могилёв, Белоруссия, Могилёвский областной драматический театр)[16][17][18][19]
- 21 мая 2010 г. Спектакль «Марьино поле», XVIII Международный театральный фестиваль «Славянские театральные встречи» (Брянск, Брянский областной театр драмы имени А.К. Толстого)[20]
- 6 октября 2010 г. Спектакль «Белое на чёрном», VI Всероссийский фестиваль спектаклей для подростков «На пороге юности» (Рязань, Рязанский государственный театр для детей и молодёжи «Театр на Соборной»)[21]

## Гастроли
- 5 апреля — 9 апреля 2006 г. Спектакли "Раба своего возлюбленного", "Оскар и Розовая дама", "Тук-тук! Кто там?", Белорусский республиканский театр юного зрителя, Минск, Белоруссия
- 8 ноября — 9 ноября 2006 г. Спектакль "Бойня", Чувашский государственный академический драматический театр имени К. В. Иванова, Чебоксары, Россия
- 27 марта — 4 апреля 2008 г. Спектакли "Любовью не шутят", "Оскар и Розовая Дама", "О, Синдбад!", Национальный академический драматический театр им. Якуба Коласа, Витебск, Белоруссия
- 7 февраля — 8 февраля 2009 г. Спектакли "Раба своего возлюбленного", "Любовью не шутят", Калужский областной драматический театр, Калуга, Россия
- 25 февраля — 28 февраля 2009 г. Спектакль "Иисус", Национальный академический драматический театр им. Якуба Коласа, Витебск, Белоруссия[22].
- 21 апреля — 24 апреля 2010 г. Спектакли "Ночь перед Рождеством", "Раба своего возлюбленного", "О, Синдбад!", Волгоградский театр юного зрителя, Волгоград, Россия
- 23 марта 2012 г. Спектакль "Алые паруса", Национальный академический драматический театр им. Якуба Коласа, Витебск, Белоруссия

## Награды
- Премия «Скрипач на крыше» (2012) — за постановку мюзикла «Биндюжник и король» по Исааку Бабелю[23].